# 25ns Premis del Cinema Europeu
Els 25ns Premis del Cinema Europeu, presentats per l'Acadèmia del Cinema Europeu, van reconèixer l'excel·lència del cinema europeu. La cerimònia va tenir lloc l'1 de desembre de 2012 al Centre de Conferències de la Mediterrània de La Valetta. La mestre de cerimònies va ser novament l'actriu i còmic alemanya Anke Engelke. En la inauguració es va projectar Der Himmel über Berlin de Wim Wenders.

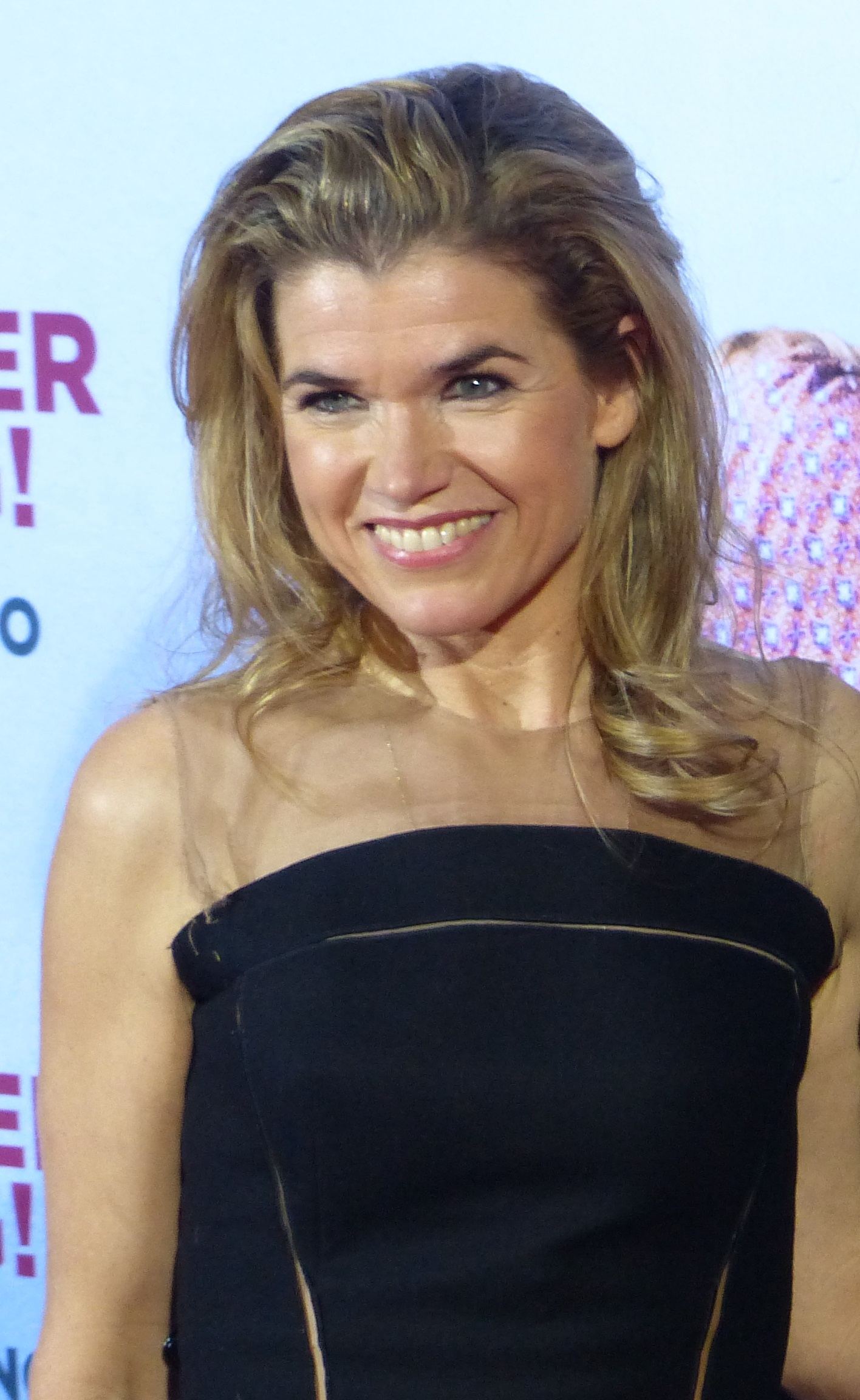
Anke Engelke, presentadora de la gala

El 10 de setembre de 2012, l'Acadèmia de Cinema Europeu va publicar la llista de 47 llargmetratges considerats per al premi, vint dels quals eren proposats pels països amb més membres de l'Acadèmia, i vint-i-set pel Consell d'Administració de l'EFA, amb la participació d'experts convidats. La llista de nominats als premis es va donar a conèixer el 3 de novembre, al Festival de Cinema Europeu de Sevilla. Un jurat especial de set membres va decidir el millor de quatre professions tècniques de cinema (compositor, director de fotografia, editor, dissenyador visual) el 28 d'octubre.
Amb l'objectiu d'ajudar els joves a convertir-se en consumidors de cinema conscients i promoure el visionat de pel·lícules com a experiència social, l'Acadèmia de Cinema Europeu va lliurar per primera vegada el 2012 el premi del públic jove, amb el qual reconeix el llargmetratge juvenil estrenat durant l'any basat en els vots dels espectadors adolescents. Amb aquesta finalitat, al maig de cada any s'organitza a diverses ciutats europees el Dia del Cinema del Públic Jove, durant el qual els joves escullen la millor de tres obres per a la seva franja d'edat. El premi no es lliurarà a la gala del desembre, sinó el mateix vespre a Erfurt. El dia del cinema es va celebrar per primera vegada el 10 de juny de 2012 a sis grans ciutats.
El drama Amor de Michael Haneke va rebre sis nominacions (millor pel·lícula, director, actor, actriu guió i forografia). Jagten de Thomas Vinterberg i Shame de Steve McQueen, en van rebre cinc cadascuna i Cèsar ha de morir, Intocable i El talp, en van rebre tres. Les nominacions les van donar a conèixer el 2 de novembre de 2012 l'actriu espanyola Victoria Abril i el model espanyol Andrés Velencoso.
Finalment, la més premiada fou Amor de Michael Haneke, que va rebre quatre premis (millor pel·lícula, director, actor i actriu), mentre que Jagten només va guanyar el premi al millor guió i Shame el de millor fotografia i muntatge. Per la seva banda, El talp en va rebre dos (millor direcció artística i millor compositor per a l'espanyol Alberto Iglesias). Per la seva banda, Helen Mirren va rebre el premi a la contribució al cinema mundial i Bernardo Bertolucci el premi a la trajectòria. Cap de les tres pel·lícules espanyoles seleccionades (Grupo 7, d'Alberto Rodríguez, Sueño y silencio, de Jaime Rosales, i La voz dormida, de Benito Zambrano) va rebre premi.

## Pel·lícules seleccionades
1. À perdre la raison - director: Joachim Lafosse
2. Adikos kosmos (Άδικος κόσμος) - director: Filippos Tsitos
3. Alpeis (Άλπεις) - director: Iorgos Lànthimos
4. Amor - director: Michael Haneke
5. Avalon - director: Axel Petersén
6. Az ajtó - director: István Szabó
7. Barbara - director: Christian Petzold
8. Bir Zamanlar Anadolu'da - Director: Nuri Bilge Ceylan
9. Un déu salvatge - director: Roman Polański
10. Cèsar ha de morir - dirigida per Paolo i Vittorio Taviani
11. Cigán - director: Martin Šulík
12. Csak a szél - director: Benedek Fliegauf
13. De rovell i d'os - director: Jacques Audiard
14. Diaz: No netegeu aquesta sang - Director: Daniele Vicari
15. Djeca - director: Aida Begić
16. După dealuri - director: Cristian Mungiu
17. En kongelig affære - director: Nikolaj Arcel
18. Faust Фауст- director: Aleksandr Sokúrov
19. Grupo 7 - director: Alberto Rodríguez Librero
20. Hahithalfut (ההתחלפות) dirigit per Eran Kolirin
21. Ha-shoter (השוטר) - director: Nadav Lapid
22. Hasta la vista - director: Geoffrey Enthoven
23. In Darkness dirigit per Agnieszka Holland
24. Intocable dirigida per Olivier Nakache i Éric Toledano
25. Io sono Li - director: Andrea Segre
26. Iron Sky dirigit per Timo Vuorensola
27. Jagten - director: Thomas Vinterberg
28. Kauwboy - director: Boudewijn Koole
29. Kecove (Кецове) dirigida per Ivan Vladimirov i Valeri Jordanov
30. Kriegerin - dirigida per David Wnendt
31. L'Enfant d'en haut - directora: Ursula Meier
32. La voz dormida - director: Benito Zambrano
33. Parada (Парада) - director: Srđan Dragojević
34. Paradise: Love - director: Ulrich Seidl
35. Poupata - director: Zdenek Jiráský
36. Róża - director: Wojciech Smarzowski
37. Shame dirigit per Steve McQueen
38. Smrt čoveka na Balkanu (Смрт човека на Балкану) - director: Miroslav Momčilović
39. Sønner av Norge - dirigida per Jens Lien
40. Sueño y silencio - director: Jaime Rosales
41. Tabu - Director: Miguel Gomes
42. La part dels àngels dirigida per Ken Loach
43. El talp dirigida per Tomas Alfredson
44. V tumane (В тумане) - director: Serguí Loznítsia
45. Vuosaari - director: Aku Louhimies
46. Zenata koja gi izbrisa szvoite solzi (Жената koja ги бесплатно создание солзи) - director: Teona Strugar Mitevska
47. Zsila-bila odna baba (Жила-была одна баба) - director: Andrei Smírnov

## Guanyadors i nominats
Els guanyadors estan en fons groc i en negreta.

### Millor pel·lícula europea
| Títol             | Director(s)                     | Productor(s)                                               | País                      |
| ----------------- | ------------------------------- | ---------------------------------------------------------- | ------------------------- |
| Amor              | Michael Haneke                  | Margaret Ménégoz Stefan Arndt Veit Heiduschka Michael Katz | França, Àustria, Alemanya |
| Barbara           | Christian Petzold               | Florian Koerner von Gustorf                                | Alemanya                  |
| Jagten            | Thomas Vinterberg               | Morten Kaufmann Sisse Graum Jørgensen Thomas Vinterberg    | Dinamarca                 |
| Intocable         | Olivier Nakache, Eric Toledano  | Nicolas Duval Adassovsky Laurent Zeitoun Yann Zenou        | França                    |
| Shame             | Steve McQueen                   | Iain Canning Emile Sherman                                 | Regne Unit                |
| Cèsar ha de morir | Paolo Taviani, Vittorio Taviani | Grazia Volpi                                               | Itàlia                    |

### Premi al descobriment europeu-Prix Fipresci
| Títol                | Director(s)       | Productor(s)                                             | País          |
| -------------------- | ----------------- | -------------------------------------------------------- | ------------- |
| Kauwboy              | Boudewijn Koole   | Jan van der Zanden, Wilant Boekelman                     | Països Baixos |
| Broken               | Rufus Norris      | Dixie Linder, Tally Garner, Nick Marston, Bill Kenwright | Regne Unit    |
| Reported Missing     | Jan Speckenbach   | Anke Hartwig                                             | Alemanya      |
| 10 Timer til Paradis | Mads Matthiesen   | Morten Kiems Juhl                                        | Dinamarca     |
| Twilight Portrait    | Angelina Nikonova | Leonid Ogaryov, Angelina Nikonova, Olga Dihovichnaya     | Rússia        |

### Millor director europeu
| Receptor(s)              | Títol                   |
| ------------------------ | ----------------------- |
| / Michael Haneke         | Amor                    |
| Nuri Bilge Ceylan        | Bir Zamanlar Anadolu'da |
| Steve McQueen            | Shame                   |
| Thomas Vinterberg        | Jagten                  |
| Paolo i Vittorio Taviani | Cèsar ha de morir       |

### Millor actriu europea
| Receptor(s)       | Títol              |
| ----------------- | ------------------ |
| Emmanuelle Riva   | Amor               |
| Émilie Dequenne   | À perdre la raison |
| Nina Hoss         | Barbara            |
| Margarethe Tiesel | Paradise: Love     |
| Kate Winslet      | Un déu salvatge    |

### Millor actor europeu
| Receptor(s)               | Títol     |
| ------------------------- | --------- |
| Jean-Louis Trintignant    | Amor      |
| François Cluzet · Omar Sy | Intocable |
| Michael Fassbender        | Shame     |
| Mads Mikkelsen            | Jagten    |
| Gary Oldman               | El talp   |

### Millor guió europeu
| Receptor(s)                       | Títol           |
| --------------------------------- | --------------- |
| Tobias Lindholm Thomas Vinterberg | Jagten          |
| Cristian Mungiu                   | După dealuri    |
| Michael Haneke                    | Amor            |
| Roman Polanski Yasmina Reza       | Un déu salvatge |
| Olivier Nakache Éric Toledano     | Intocable       |

### Millor fotografia - Premi Carlo di Palma
| Receptor(s)       | Títol                   |
| ----------------- | ----------------------- |
| Sean Bobbitt      | Shame                   |
| Bruno Delbonnel   | Faust                   |
| Darius Khondji    | Amor                    |
| Gökhan Tiryaki    | Bir Zamanlar Anadolu'da |
| Hoyte van Hoytema | El talp                 |

### Millor muntatge
| Receptor(s)                           | Títol             |
| ------------------------------------- | ----------------- |
| Joe Walker                            | Shame             |
| Janus Billeskov Jansen · Anne Østerud | Jagten            |
| Roberto Perpignani                    | Cèsar ha de morir |

### Millor direcció artística
| Receptor(s)     | Títol              |
| --------------- | ------------------ |
| Maria Djurkovic | El talp            |
| Niels Sejer     | En kongelig affære |
| Elena Jukova    | Faust              |

### Millor compositor
| Receptor(s)                    | Títol               |
| ------------------------------ | ------------------- |
| Alberto Iglesias               | El talp             |
| Cyrille Aufort · Gabriel Yared | En kongelig affære  |
| François Couturier             | Io sono Li          |
| George Fenton                  | La part dels àngels |

### Millor pel·lícula europea d'animació
Els nominats a la millor pel·lícula d'animació van ser seleccionats per un comitè format per membres de la junta directiva de l'EFA i representants de l'Associació Europea de Pel·lícules d'Animació.
| Títol       | Director(s)      | País                      |
| ----------- | ---------------- | ------------------------- |
| Alois Nebel | Tomáš Luňák      | República Txeca, Alemanya |
| Pirates!    | Peter Lord       | Regne Unit, Estats Units  |
| Arrugues    | Ignacio Ferreras | Espanya                   |

### Millor documental - Prix arte
| Títol                       | Director(s)        | País            |
| --------------------------- | ------------------ | --------------- |
| Hiver nomade                | Manuel von Stürler | Suïssa          |
| London – The Modern Babylon | Julien Temple      | Regne Unit      |
| Le Thé ou l'Électricité     | Jérôme Le Maire    | Bèlgica, França |

### Millor curtmetratge
Els nominats al millor curtmetratge foren seleccionats per un jurat independent a diversos festivals de cinema d'arreu d'Europa.
| Títol                          | Director(s)                     | País              | Festival                  |
| ------------------------------ | ------------------------------- | ----------------- | ------------------------- |
| Superman, Spiderman sau Batman | Tudor Giurgiu                   | Romania           | Seminci                   |
| Demain, ça sera bien           | Pauline Gay                     | França            | Festival de Gant          |
| Two Hearts                     | Darren Thornton                 | Irlanda           | Festival de Cork          |
| Miten marjoja poimitaan        | Elina Talvensaari               | Finlàndia         | Festival de Bristol       |
| L'Ambassadeur & moi            | Jan Czarlewski                  | Suïssa            | Festival d'Angers         |
| Im freien                      | Albert Sackl                    | Àustria           | Festival de Rotterdam     |
| Vilaine fille mauvais garçon   | Justine Triet                   | França            | Berlinale                 |
| Csicska                        | Attila Till                     | Hongria           | Festival de Tampere       |
| Villa Antropoff                | Kaspar Jancis Vladimir Leschiov | Estònia / Letònia | Festival de Cracòvia      |
| Sessiz - Bé Deng               | L. Rezan Yeşilbaş               | Turquia           | Festival de Vila do Conde |
| Manhã de Santo António         | João Pedro Rodrigues            | Portugal          | Festival de Vila do Conde |
| The Back of Beyond             | Michael Lennox                  | Regne Unit        | Festival de Locarno       |
| Titloi telous                  | Giorgos Zois                    | Grècia            | Festival de Venècia       |
| Einspruch VI                   | Rolando Colla                   | Suïssa            | Festival de Drama         |

### Premis del Públic
Els guanyadors del Premi del Públic van ser escollits per votació en línia.
| Pel·lícula                  | Director                      | País                           |
| --------------------------- | ----------------------------- | ------------------------------ |
| Hasta la Vista              | Geoffrey Enthoven             | Bèlgica                        |
| The Artist                  | Michel Hazanavicius           | França                         |
| Barbara                     | Christian Petzold             | Alemanya                       |
| L'exòtic Hotel Marigold     | John Madden                   | Regne Unit / Estats Units      |
| Cèsar ha de morir           | Paolo Taviani                 | Itàlia                         |
| Headhunters                 | Morten Tyldum                 | Noruega                        |
| In Darkness                 | Agnieszka Holland             | Alemanya / Polònia / Canadà    |
| La dama de ferro            | Phyllida Lloyd                | Regne Unit                     |
| La pesca del salmó al Iemen | Lasse Hallström               | Regne Unit                     |
| Shame                       | Steve McQueen                 | Regne Unit                     |
| El talp                     | Tomas Alfredson               | França / Regne Unit / Alemanya |
| Intocable                   | Olivier Nakache Éric Toledano | França                         |

### Premi Eurimages
- Helena Danielsson

### Premi del mèrit europeu al Cinema Mundial
- Helen Mirren

### Premi a la carrera
- Bernardo Bertolucci

## Galeria

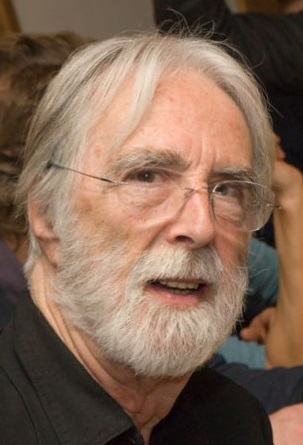
Michel Haneke, millor pel·lícula i director
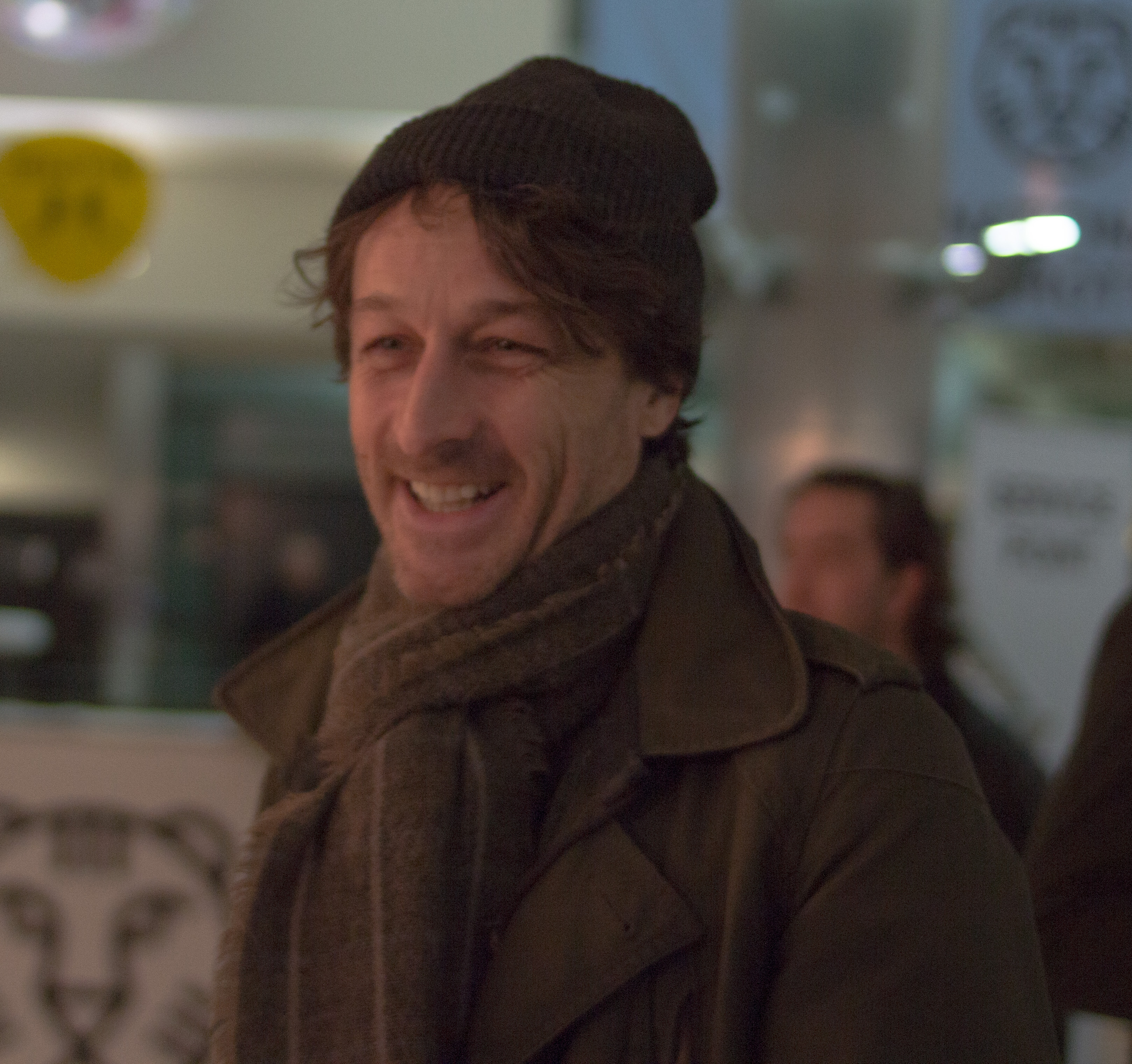
Boudewijn Koole, premi revelació
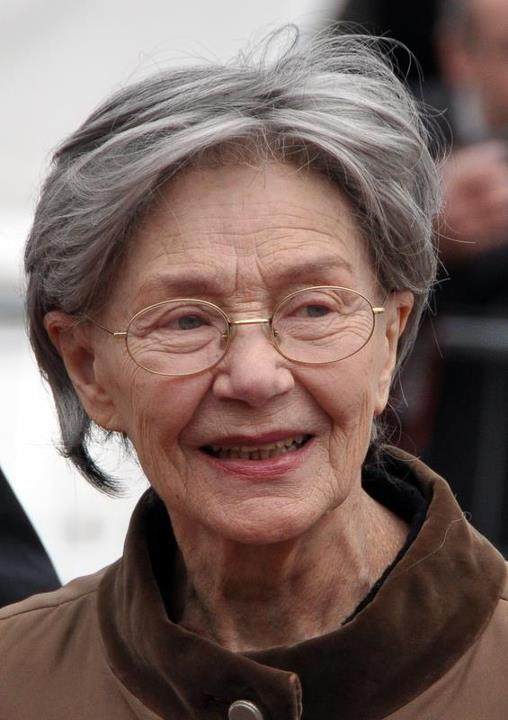
Emmanuelle Riva, millor actriu
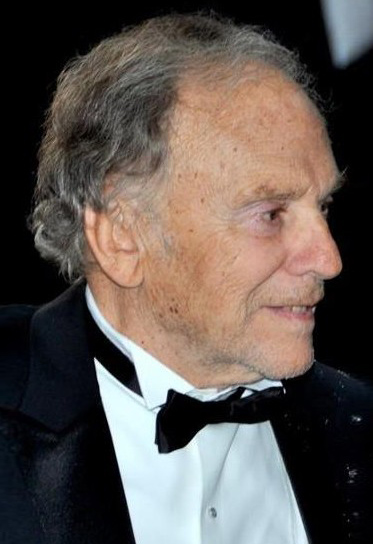
Jean-Louis Trintignant, millor actor
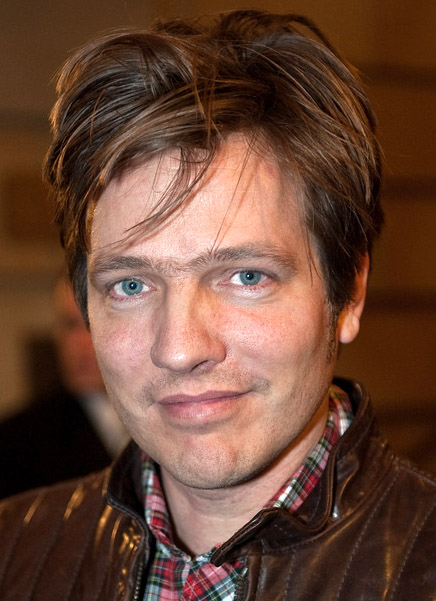
Thomas Vinterberg, millor guió
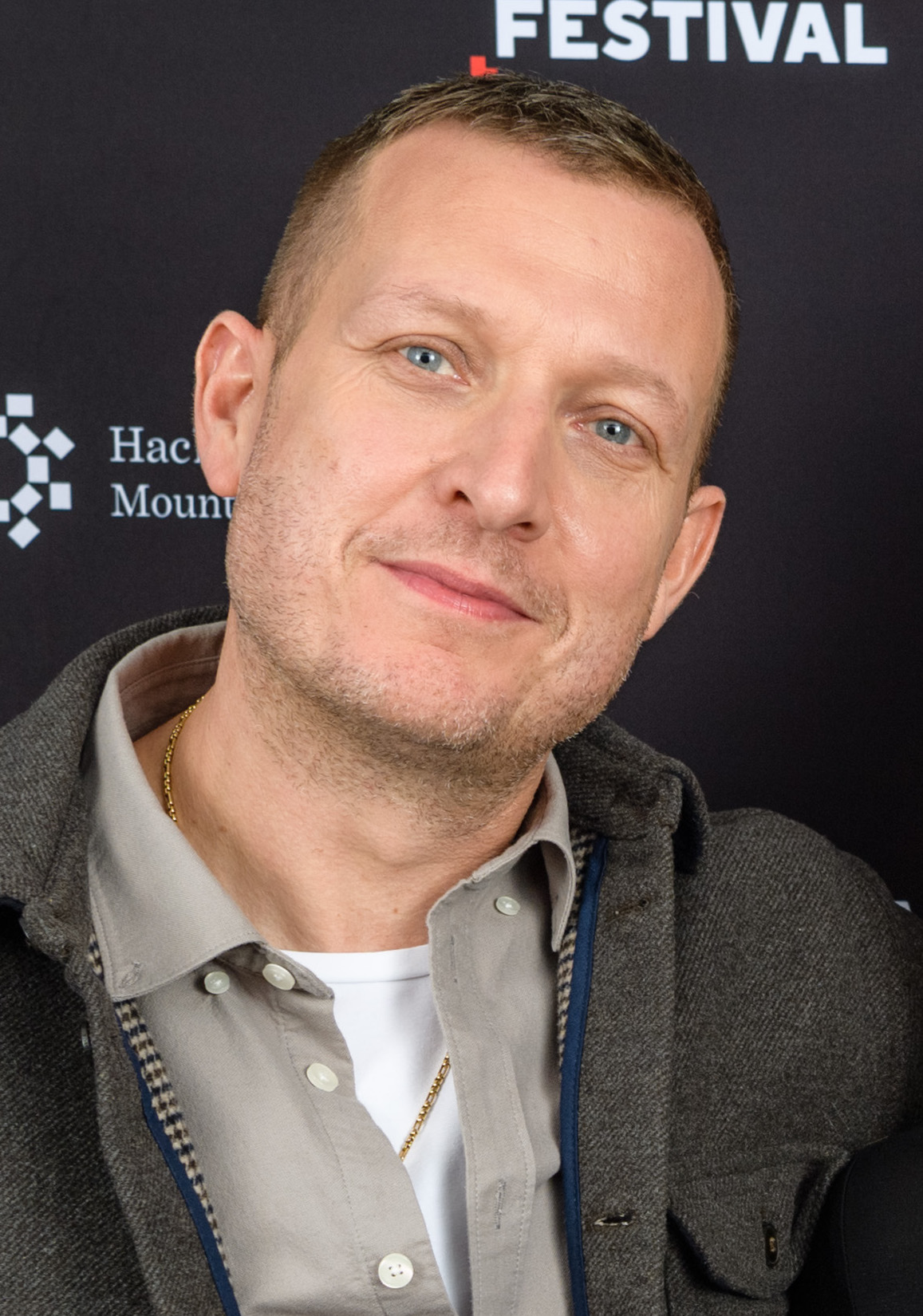
Tobias Lindholm, millor guió
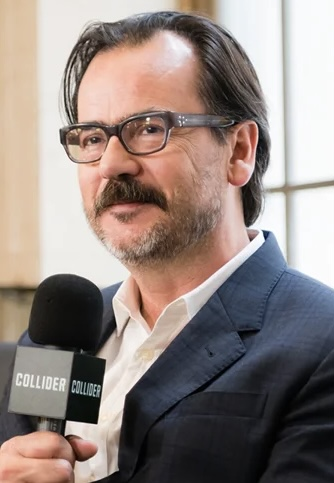
Joe Walker, millor muntatge
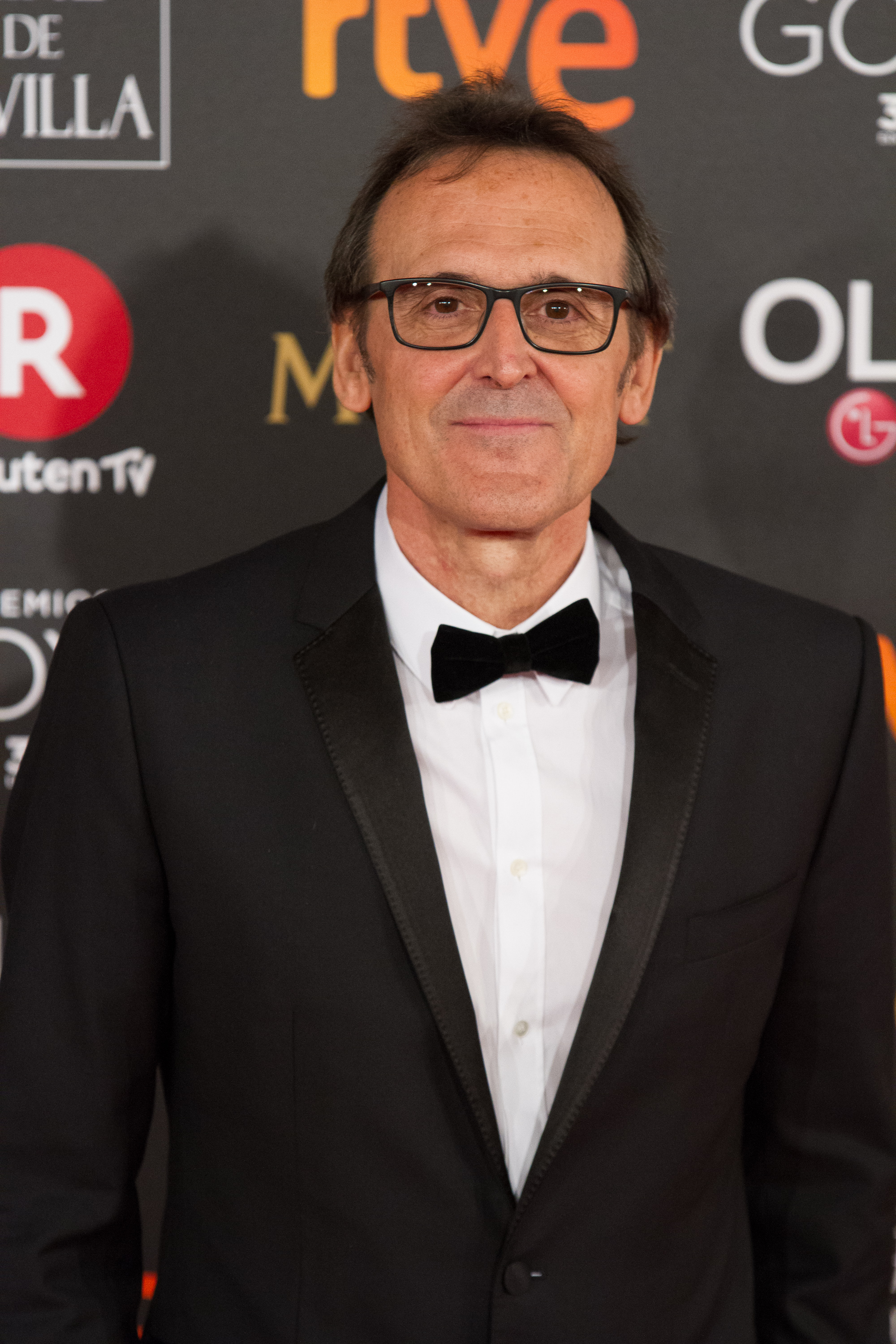
Alberto Iglesias, millor compositor
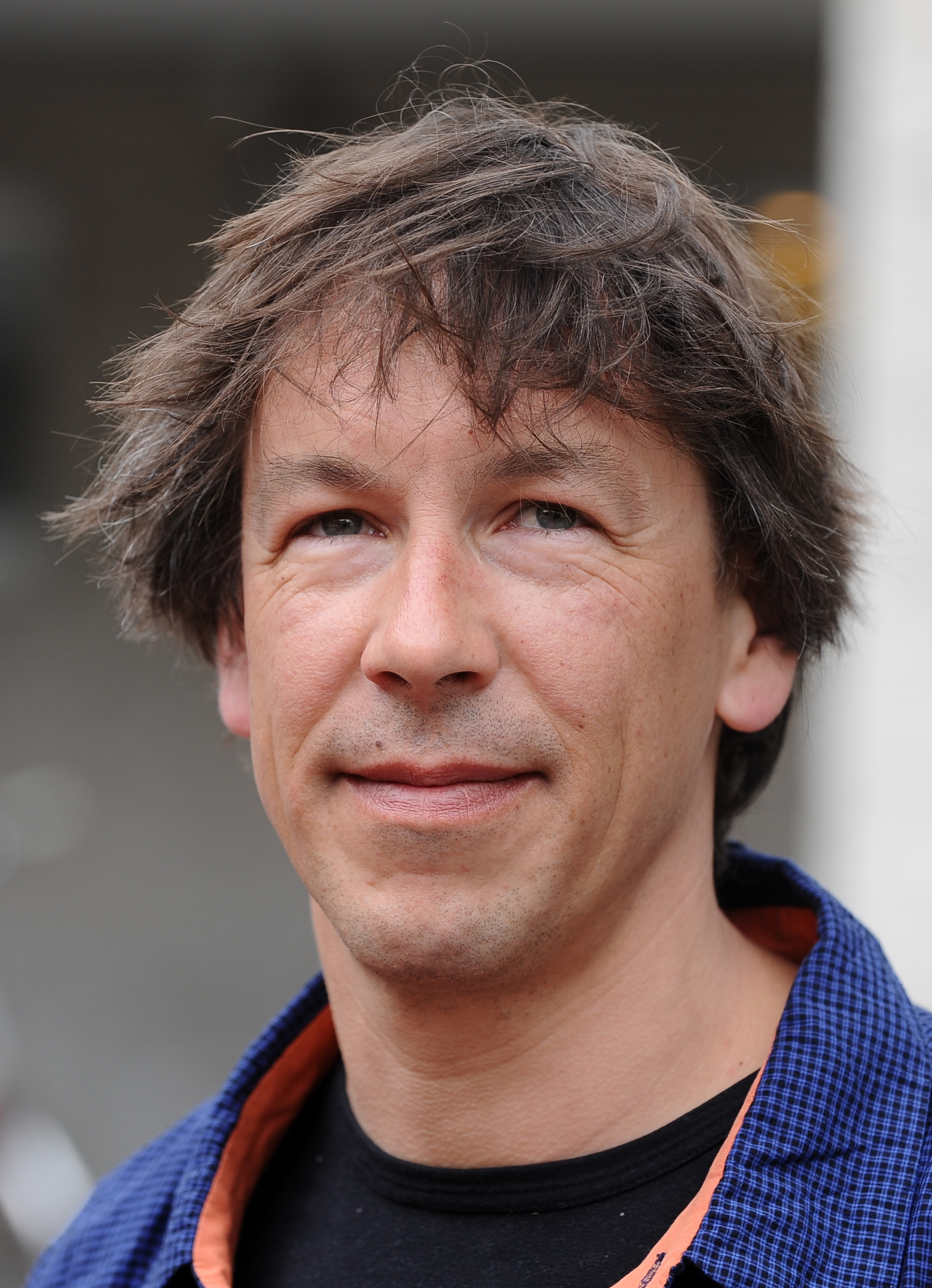
Manuel von Stürler, millor documental
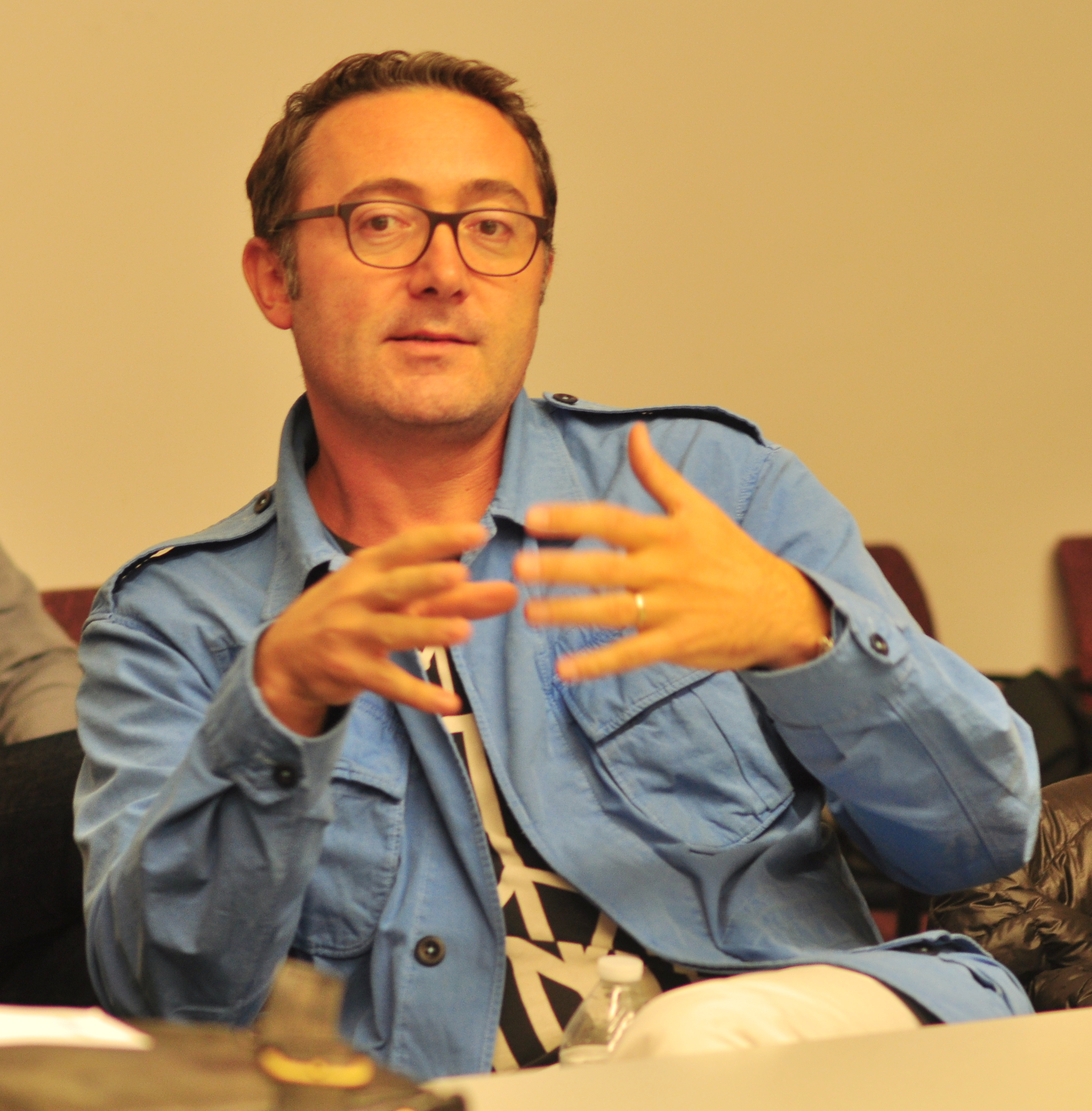
Tudor Giurgiu, millor curtmetratge
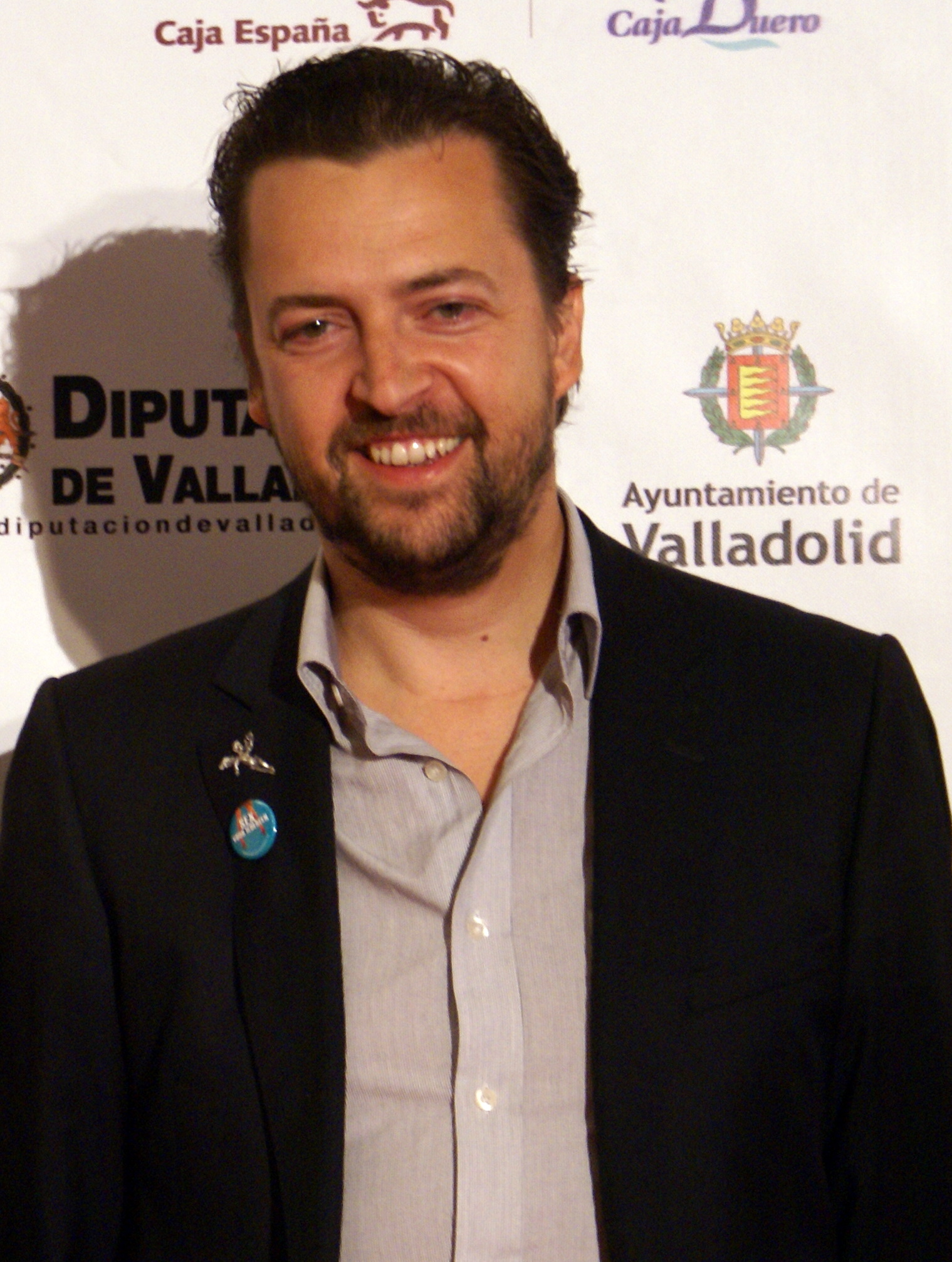
Geoffrey Enthoven, premi del públic
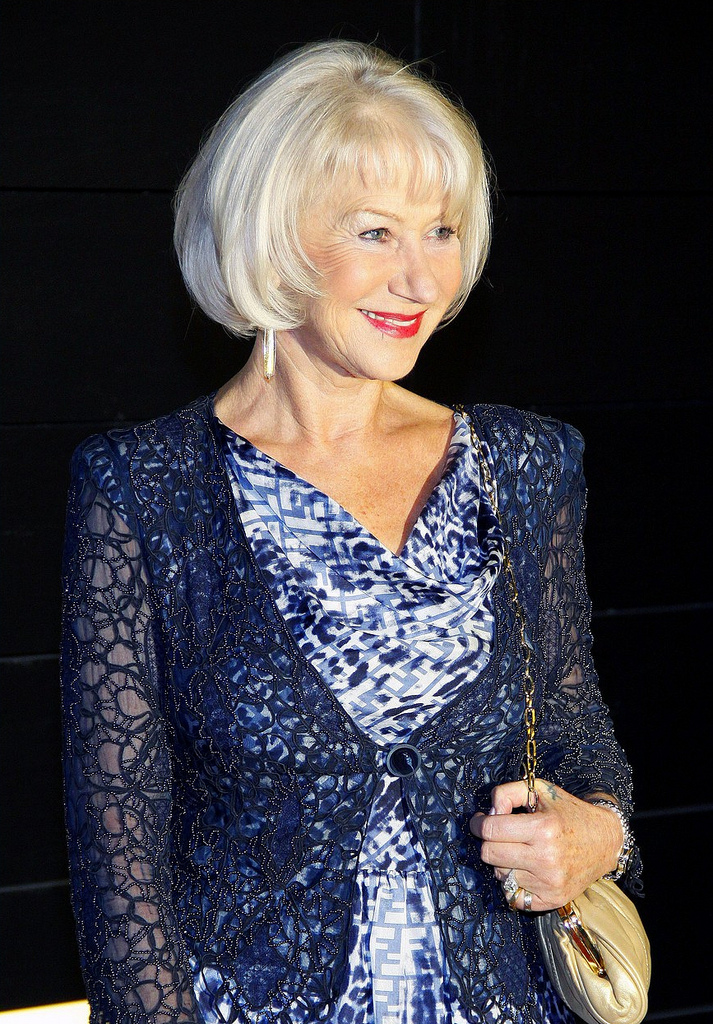
Helen Mirren, premi al mèrit
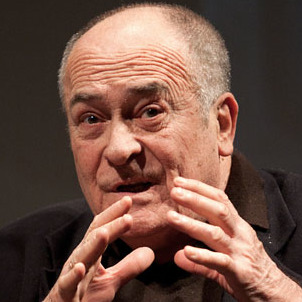
Bernardo Bertolucci, premi a la trajectòria